# Szylina Wielka
Szylina Wielka (niem. Groß Söllen, 1928–1945 Söllen) – wieś w Polsce, położona w województwie warmińsko-mazurskim, w powiecie bartoszyckim, w gminie Bartoszyce. 
W latach 1975–1998 wieś administracyjnie należała do województwa olsztyńskiego.

## Integralne części wsi
| SIMC    | Nazwa        | Rodzaj    |
| ------- | ------------ | --------- |
| 0471136 | Szylina Mała | część wsi |

## Historia
W 1983 r. była to wieś o zwartej zabudowie z 18 budynkami i 99 mieszkańcami. We wsi było 25 indywidualnych gospodarstw rolnych, gospodarujących na 298 ha, utrzymujących 166 sztuk bydła, 171 sztuk trzody chlewnej, 16 koni i pięć owiec. W tym czasie we wsi była świetlica, punkt biblioteczny i sala kinowa na 60 miejsc.